# Porcellio nigricans
Porcellio nigricans là một loài chân đều trong họ Porcellionidae. Loài này được Brandt miêu tả khoa học năm 1833.